# Charles Wellbeloved
Charles Wellbeloved (6 avril 1769 - 29 août 1858) est un archéologue et théologien unitarien anglais.

## Biographie
Charles Wellbeloved, enfant unique de John Wellbeloved (1742-1787), et de son épouse Elizabeth Plaw, est né à Denmark Street, St Giles, Londres, le 6 avril 1769, et baptisé le 25 avril à St. Giles-in-the- Champs. En raison de problèmes familiaux, il est élevé dès l'âge de quatre ans par son grand-père, Charles Wellbeloved (1713-1782), un gentilhomme campagnard à Mortlake, dans le Surrey, un anglican, et l'ami et disciple de John Wesley. Il fait sa première éducation auprès d'un ecclésiastique nommé Delafosse à Richmond. En 1783, il est placé dans une entreprise de drapiers à Holborn Hill, mais n'apprend que « comment attacher un colis ».
En 1785, il devient étudiant à la Homerton Academy sous Benjamin Davies. Parmi ses condisciples se trouvent William Field et David Jones (1765-1816). Jones est expulsé pour hérésie en 1786 ; ses opinions influencent Wellbeloved, qui est autorisé à terminer la session de 1787, mais pas à revenir. En septembre 1787, il suit Jones à New College, Hackney, sous la direction d'Abraham Rees, le cyclopodiste, et d'Andrew Kippis, puis (1789) sous Thomas Belsham (en) et (1790) Gilbert Wakefield. C'est ici qu'il se lie d'amitié avec Arthur Aikin, qui entre en 1789. Il fréquente le ministère de Richard Price (1723-1791).
Il épouse Ann Kinder (décédée le 31 janvier 1823) le 1er juillet 1793, à St. Mary's, Stoke Newington, avec qui il a plusieurs enfants. Leur plus jeune fils, Robert Wellbeloved Scott (en) (15 juillet 1803- 21 février 1856), épouse l'héritière Sarah Scott le 17 février 1830 et prend le nom et les armes de Scott à la mort de son père en 1832. Robert est sous-lieutenant du Worcestershire et député de Walsall (1841-1846) . Sa plus jeune fille, Emma (décédée le 29 juillet 1842), épouse en 1831 sir James Carter, juge en chef du Nouveau-Brunswick .

## Carrière ecclésiastique
Le premier sermon de Wellbeloved est prêché à Walthamstow le 13 novembre 1791. Peu de temps après, il reçoit par l'intermédiaire de Michael Maurice, père de [John] Frederick Denison Maurice, une invitation à devenir assistant de Newcome Cappe (en) à la chapelle St Saviourgate, York. Il accepte le 23 janvier 1792 et commence ses fonctions à York le 5 février. En 1801, il devient seul ministre à la mort de Cappe. La caractéristique principale de son travail exégétique est son traitement de la prophétie, limitant la portée de sa prédiction, confinant celle de la prophétie hébraïque à l'âge de sa production, et limitant les prédictions de notre Seigneur par la destruction de Jérusalem. Il rompt avec l'école de Priestley, rejetant une résurrection générale et fixant le jugement dernier à la mort. Sur ces points et sur d'autres, il suit de près le système de Newcome Cappe, mais son évitement prudent du dogmatisme laisse ses élèves libres, et aucun d'eux ne le suit dans le « cappisme ». Parmi ses coadjuteurs figurent Theophilus Browne (en), William Turner et William Hincks. À partir de 1810, il a la précieuse collaboration de John Kenrick, qui épouse sa fille aînée Lætitia.
En 1794, il commence à prendre des élèves dans une école du dimanche qu'il a fondée. Il est invité en novembre 1797 (après le refus de Belsham) à succéder à Thomas Barnes (unitarien) (en) (1747-1810) en tant que professeur de théologie à l'académie de Manchester. Barnes, un arien évangélique, ne lui donne aucun encouragement, mais il ne rejette l'offre qu'en février 1798 ; il est accepté peu après par George Walker. À la démission de Walker, les administrateurs proposent (25 mars 1803) de déplacer l'institution à York si Wellbeloved en devient le directeur. Il accepte (le 11 avril) et de septembre 1803 à juin 1840, l'institution est connue sous le nom de Manchester College, York, qui devient par la suite Harris Manchester College, Oxford. Sa gestion est conservée par un comité, se réunissant ordinairement à Manchester. Pendant trente-sept ans, Wellbeloved s'acquitte des fonctions de la chaire de théologie dans un esprit décrit par James Martineau, son élève, comme « franc et catholique, simple et minutieux ». Il suit la méthode que Richard Watson (1737-1816) a introduite à Cambridge, rejetant la théologie systématique et lui substituant l'exégèse biblique.
Il quitte de sa chaire de théologie en 1843. Il conserve ses liens avec sa chapelle jusqu'à sa mort, officiant occasionnellement jusqu'en 1853, ayant comme assistants John Wright (1845-1846) et Henry Vaughan Palmer (1846-1858). Il meurt à sa résidence, Monkgate, York, le 29 août 1858, et est enterré (3 septembre) dans le cimetière de la chapelle St.Saviourgate ; une plaque commémorative se trouve dans la chapelle. Son portrait, peint en 1826 par James Lonsdale, est gravé par Samuel Cousins .

### Antiquaire
Il est le conservateur honoraire des antiquités de la Yorkshire Philosophical Society de 1823 jusqu'à sa mort en 1858, supervisant l'exposition et l'interprétation des antiquités au Yorkshire Museum à partir de son ouverture en 1830. Entre 1827 et 1829, il supervise les fouilles dans le cloître de l'abbaye Sainte-Marie d'York préparatoires au creusement des fondations du Yorkshire Museum.

## Ouvrages publiés
Des propositions d'édition d'une bible familiale sont faites à Wellbeloved (14 mars 1814) par David Eaton (1771-1829), alors libraire à Holborn, succédant à William Vidler (en). Le prospectus (mai 1814) annonce une traduction révisée avec commentaire. Entre 1819 et 1838, neuf parties sont publiées en grand in-quarto, contenant le Pentateuque, Job, les Psaumes, les Proverbes, l'Ecclésiaste et les Cantiques. Le texte est réimprimé, avec la version révisée de Josué, les juges, Ruth et les prophètes mineurs, dans « Les Saintes Écritures de l'Ancienne Alliance », 1859-1862, 3 vols. 8vo. En 1823, il entame une controverse, commencée par Thomas Thrush (1761-1843), avec Francis Wrangham (en). En tant que sous-administrateur du Sarah Hewley Trust, il est impliqué dans le procès (1830-1842) qui retire leurs avantages et leur autonomie aux unitariens.
Il est l'un des fondateurs de la York Subscription Library (1794), de la Yorkshire Philosophical Society (1822) et du York Institute (1827), et consacre beaucoup de temps à l'archéologie de York. Ses travaux archéologiques comprennent des fouilles préalables à la construction du Yorkshire Museum and Gardens, dont l'histoire est publiée dans A Handbook to the Antiquities in the Grounds and Museum of the Yorkshire Philosophical Society. Après l'incendie du 2 février 1829, il joue un rôle de premier plan dans la collecte de fonds pour la restauration de la cathédrale et s'oppose à l'enlèvement du paravent du chœur. La description de la cathédrale dans le dictionnaire topographique de Lewis, l'article « York » dans la Penny Cyclopædia et un guide (1804) de la cathédrale de York sont de sa plume. Son Eburacum, ou York sous les Romains (York, 1842, 8vo), donne la substance de ses précédents articles et conférences sur le sujet.
Outre les ouvrages mentionnés ci-dessus, et des sermons et brochures isolés, il publie :
- Exercices de dévotion, 1801, 12mo ; 8e édition. 1832.
- Mémoires de … Rév. W[illiam] Bois, 1809, 8vo. Concernant le botaniste, le ministre William Wood
- Trois lettres… à Francis Wrangham, 1823, 8vo ; 2ème édition. même année.
- Trois lettres supplémentaires, 1824, 8vo.
- Mémoire' préfixé à 'Sermons, 1826, 8vo, par Thomas Watson.
- Compte de … l'abbaye de Sainte-Marie, York, dans Vetusta Monumenta , 1829, vol. v. fol.
- Mémoire de Thomas Grive, 1845, 8vo.
- Compte descriptif des antiquités du musée de la Yorkshire Philosophical Society, 1852, 8vo ; 3e édition. 1858.

Il contribue au Yorkshire Repository, 1794, 12mo; la Revue annuelle, 1802-1808 ; et les Actes de la Yorkshire Philosophical Society, 1855, vol. 1 .